# Изворна ТВ
Изворна ТВ је комерцијални кабловски телевизијски канал из Босне и Херцеговине са сједиштем у Живиницама. Овај канал углавном емитује музичке спотове из жанрова изворне музике, турбо-фолка, севдаха и других програма везаних за локалну музику и народне традиције. Садржај је на босанском језику и доступан је путем кабловских система широм Босне и Херцеговине и у иностранству (циљајући босанску дијаспору). 

## Историја
Изворна ТВ је започела као пројекат предузетника из Живиница, Сенада Трумића. Након што је његова издавачка кућа Extra Мјузик, која се бави музиком и буџетским видео-играма, 2014. године купила музичку етикету Лаит Мусиц, Трумић је стекао права на стотине музичких спотова из жанра изворне музике. Музички извођачи који су раније сарађивали са Лаит Мусиц-ом углавном су наставили издавати нове албуме под Трумићевом компанијом Extra Мусиц, док су продукција и снимање пребачени на фирму Студио Извор, коју воде браћа музичари и продуценти Семир Гаврановић и Адмир Гаврановић из бенда Браћа Гаврановић.
Поседовањем издавачких права на већину постојећих музичких спотова из жанра изворне музике, као и на будућа издања која ће бити продуцирана у Студију Извор, покретање телевизијског канала био је логичан пословни потез за Трумића. Током прва два месеца емитовања, Изворна ТВ је приказивала искључиво музичке спотове. Први ауторски програми почели су са емитовањем у марту 2015. године. Трумићеве медијске компаније Extra Мјузик и РЕТРО МЕДИА (званични носилац бренда Изворна ТВ) и даље су блиско повезане са Студијом Извор. Адмир Гаврановић из Студија Извор такође учествује у продукцији програма за Изворну ТВ и често се појављује као водитељ.

## Програмирање
Већина ауторских емисија Изворне ТВ производи се на недељној бази између октобра и маја. У периоду од јуна до септембра емитују се репризе епизода из претходне сезоне. Ван редовних недељних емисија, канал емитује музичке спотове.